# Turleania saliens
Turleania saliens is een tienpotigensoort uit de familie van de Paguridae. De wetenschappelijke naam van de soort is voor het eerst geldig gepubliceerd in 2008 door Osawa & Fujita.